# NGC 3
NGC 3 là một thiên hà dạng thấu kính trong chòm sao Song Ngư. Nó được phát hiện vào ngày 29 tháng 11 năm 1864 bởi Albert Marth.

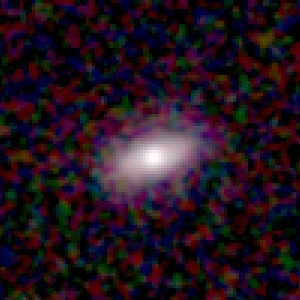
NGC 3 trong hồng ngoại